# Alfred Burke
Alfred Burke (ur. 28 lutego 1918 w Londynie, zm. 16 lutego 2011 tamże) – brytyjski aktor filmowy, telewizyjny i teatralny. Miał na swoim koncie wiele ról w filmach i serialach. Należał do Royal Shakespeare Company. Ukończył Royal Academy of Dramatic Art w 1937 roku. Walczył w II Wojnie Światowej i do końca życia otrzymywał rentę za straty zdrowotne poniesione na wojnie. Był żonaty z Barbarą Bonelle, z którą miał czwórkę dzieci. Zmarł na infekcję płuc w 2011 roku.
W filmie Harry Potter i Komnata Tajemnic zagrał epizodyczną postać Armando Dippetta, byłego dyrektora Hogwartu i poprzednika Albusa Dumbledore’a.
Miał 185 cm wzrostu.

## Wybrana filmografia
- 1957: Yangtse Incident: The Story of H.M.S. Amethyst – oficer
- 1961–1966: Rewolwer i melonik –
  - Saunders,
  - Brown,
  - Gregorio Auntie
- 1963–1964: Święty –
  - Jack Groom,
  - Harry Shannet
- 1969: Randall i duch Hopkirka – Henry Foster
- 2002: Szpital Holby City – Derek Groombridge
- 2002: Harry Potter i Komnata Tajemnic – profesor Armando Dippet